# Жінки в Україні
Права жінок в українському суспільстві конституційно рівні з чоловічими в економічній, політичній, культурній, соціальній та сімейній сферах, проте фактично українські жінки потерпають від гендерної нерівності: отримують в середньому на 30 % менше за чоловіків на подібних посадах, обмежені в кар'єрному просуванні (60 % жінок мають вищу освіту, але 80 % безробітних — жінки); жінки складають більшість із понад 45 % населення України (45 млн), що страждають від насильства (домашнього, сексуального, психологічного, економічного). Від домашнього насильства страждає 1,1 млн та гине 600 українок щороку. У 2017 році зі 110 тис. заяв жінок про домашнє насильство до суду дійшли лише 4,4 тисячі. Українок активно поставляють у міжнародний трафікінг. Легалізоване сурогатне материнство спричинює значний сурогатний туризм до України.
Україна ратифікувала Стамбульську конвенцію, серед авторок якої була, в 2022 році.

## Законодавство
Стамбульську конвенцію до вторгнення Росії у 2022 під тиском релігійних організацій було підписано в редакції, що виключала можливість її ратифікації, а отже, і реалізацію програм з протидії домашньому насильству.

## Політика

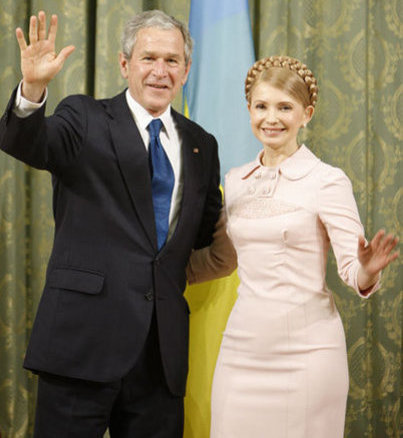
Юлія Тимошенко та Президент США Джордж Буш

- Парламент. В 2014 Україна займала 112 місце з 189 за політичним представництвом жінок у парламенті[9]. У 2017 в українському парламенті було 52 депутатки[10] (12 % від складу; у світі в середньому 22 %, в ЄС 25 %).

- Уряд. У першому уряді Яценюка (лютий 2014) була лише одна міністерка, в другому (грудень 2014) — дві. До уряду Гройсмана входила рекордна кількість жінок: Іванна Климпуш-Цинцадзе, Лілія Гриневич, Олександра Павленко (в. о.), Уляна Супрун (в. о.) та Оксана Маркарова (в. о.). Єдиною жінкою-главою уряду України була Юлія Тимошенко. Раїса Богатирьова працювала міністеркою охорони здоров'я та віцепрем'єркою України.

### Гендерні квоти
Добровільні гендерні квоти свого часу впроваджували деякі українські партії, проте вони були низькоефективними через відсутність санкцій за невиконання квоти. Вперше обов'язкова 40-відсоткова гендерна квота (ст. 154 Виборчого кодексу) діяла на місцевих виборах 25 жовтня 2020.

### Сексизм у політиці
Микола Азаров, Віктор Янукович  та Володимир Литвин ставили під сумнів можливість жінок брати участь у політичному житті країни.

## Насильство проти жінок

### Домашнє насильство
Понад 45 млн осіб (45 % населення України) страждають від насильства (фізичного, сексуального, психологічного), більшість з них — жінки. У 2001 році в Україні прийнято Закон про домашнє насильство 2001 року (Domestic Violence (Prevention) Act 2001). Стаття 173-2 Кодексу про адміністративні правопорушення України також стосується «насилля над сім'єю». У лютому 2013 р. Представник Фонду ООН з народонаселення Нужат Ехсан заявив, що «Україна дійсно має неприйнятний рівень насилля, переважно чоловічого, і головним чином через високий рівень споживання алкоголю». Він звинуватив лазівки в законодавстві, що сприяють проблемі домашнього насильства: «Ви можете порушувати права жінок, і якщо ви є посадовцем високого рівня або сім'єю посадовця, ви можете уникнути цього».
Щорічно 1,1 мільйон українок переживають фізичну та сексуальну агресію в сім'ї. Від домашнього насильства в Україні гинуло 600 жінок щороку — втричі більше, ніж у зоні АТО на Сході за той же період, лише у 2018. За 2017 рік від домашнього насильства постраждали понад 1 млн українок. Лише 110 тисяч з них заявили в поліцію, і лише 4,4 тисячі заяв дійшли до суду. Заяви до правоохоронних органів подають 10-15 % постраждалих українок.
Це стається через системність звинувачення жертви українським правосуддям: за даними аналітиків DCAF, майже 40 % працівників системи кримінального правосуддя — поліцейських, прокурорів, суддів — вважають домашнє насильство приватною справою. А 60 % впевнені, що у насильстві винні постраждалі. За даними DCAF і Ла Страда-Україна, більше 4/5 поліцейських і суддів в Україні розглядають випадки домашнього насильства як «сімейну суперечку», очікуючи, що постраждалі пробачать кривдників заради збереження сім'ї, яку в радянські часи називали осередком суспільства. Подібні справи часто розглядають без присутності постраждалої, а середня тривалість судового слухання складає всього 7 хвилин. Так у системі правосуддя часто повторно травматизують постраждалих.

### Сексуальне насильство
Проституція та торгівля жінками з метою сексуальної експлуатації є проблемою в Україні. Україна належить до активних держав-поставщиць людей у міжнародний трафікінг.
Мережевий флешмоб 2016-го року ЯНеБоюсьСказати про оприлюднення розмаїтого сексуального насильства (від зґвалтувань, інцесту та педофілії до сексуальних домагань) проти українок набув міжнародного розголосу, оголивши масштаби проблеми, котра в Україні замовчується.

### Акушерське насильтво
Акушерська агресія в пологових будинках є однією з актуальних проблем жіночого здоров'я в Україні.

### Сурогатне материнство
Сурогатне материнство, заборонене в більшості розвинених країн як торгівля людьми та репродуктивне насильство, є легалізованим в Україні, через що Україна належить до країн сурогатного туризму.

### Дитячі шлюби
Дитячі шлюби практикуються деякими закритими спільнотами на території України, зокрема, общинами ромів.

### Воєнні конфлікти
Російська агресія значно погіршувала всі проблеми українського жіноцтва. Зокрема, російська армія широко використала сексуальне насильство як воєнний злочин у своїх вторгненнях після встановлення української незалежності.

## Права жінок

### Освіта
Понад 60 % українок мають вищу освіту (ВНЗ і вище).

### Жіноче здоров'я
За рівнем захворюваності на ВІЛ та СНІД Україна займає перше місце в Європі. Україна серед світових лідерів із проституційного та сурогатного туризму. У здоров'ї жінок, що практикують секс із жінками, значну роль грає лесбофобія та недостатня обізнаність у медицині нижчої ланки.

### Репродуктивні права

#### Сексуальна освіта
Інституціоналізована (в закладах освіти) сексуальна освіта в Україні практично відсутня та надається приватними ініціативами, наприклад, громадськими організаціями, лекціями секс-педагогині Юлії Ярмоленко.

#### Аборти
Аборт в Україні законний за запитом у перші 12 тижнів вагітності. Між 12 і 28 тижнями аборт допускається з різних причин, включаючи медичні, соціальні та особисті підстави, та за будь-якої причини зі згоди лікарської комісії. Праві та релігійні організації періодично підіймають питання заборони абортів.

### Шлюбні права
Дитячі шлюби практикують деякі закриті спільноти на території України, зокрема, общини ромів.
Жінки в Україні не мають права укласти одностатевий шлюб.
Декретна відпустка по догляду за дитиною за законом може надаватись будь-кому з рідних, проте користуються нею в абсолютній більшості випадків матері, втрачаючи кілька років у кар'єрному зростанні (відпустка сягає 3-х років на одну дитину).
Несплата та труднощі в законному стягненні аліментів на дітей після розлучення становлять комплексну проблему в Україні. Більшість українських соло-матерів утримують спільних дітей самостійно.
В Україні існують маскулістські організації, що займаються організацією викрадення дітей у матерів та утримання їх від побачень із матір'ю, користуючись лазівками в законодавстві та психологічним тиском.

### Трудові права та ринок праці
Жінки складають 54 % населення України та 47.4 % її трудових ресурсів. Попри те, що понад 60 % українок мають вищу освіту, рівень жіночого безробіття дуже високий, порівняно з чоловіками з такою ж освітою: 80 % усіх безробітних в Україні — жінки, не кажучи вже про широкомасштабне приховане безробіття серед жінок.

#### Розрив в оплаті праці
В Україні жінки заробляють в середньому на 30 % менше, ніж чоловіки, що займають подібні посади, хоча законодавство України декларує правове рівноправ'я, включаючи рівну оплату рівної праці. Це відбувається через систему дискримінацію жінок, оскільки ринок праці в Україні виразно сегрегований за статтю.
- Дискримінація при наймі. Відбір на посади за статтю заборонено чинним законодавством, проте на практиці більшість вакансій містять вказівку на бажану стать, вимоги до зовнішності та віку. Засвідчені дані, що працедавці відмовляють у наймі молодшим жінкам, обґрунтовуючи це стереотипними очікуваннями, що ті завагітніють, жінкам з дітьми та жінкам після 35 років.[18]
- Вертикальна сегрегація ринку праці, тобто скляна стеля, характерна для України. Жінки очолюють лише 2 % великих українських компаній, 27 % підприємств з 1—5 працівниками(-цями), 30 % підприємств зі штатом менше 50 осіб та близько 50 % всіх підприємств без найманої робочої сили. Високі позиції у владі, державній чи приватній областях України займають лічені жінки[18].
- Горизонтальна сегрегація ринку праці, спричинена гендерованою освітою, дискримінацією при наймі та перепонами в просуванні, призводить до осідання жінок у низькоприбуткових галузях та втягнення у торгівлю людьми. Сектори промисловості, де переважають працівниці (такі як вчителювання, виховательство, продовольче обслуговування), мають найнижчі зарплати та найбільші тенденції до заборгованості у зарплатах. Жінки України, як правило, ведуть малий бізнес у роздрібній торгівлі, оптовій торгівлі та громадському харчуванні.[18]

## Рух за права жінок
Одна з найбільших феміністичних організацій в Європі, Союз українок, була заснована в 1920-х у сучасній західній Україні, Галичині, Міленою Рудницькою. За рад фемінізм класифікувався як буржуазна ідеологія, отже, антирадянська контрреволюційна і практично не існував, як і громадянське суспільство. Після здобуття незалежності (1991) український фемінізм почав своє відродження.
Український Жіночий Конгрес формує порядок денний з ґендерної політики для ВРУ, Кабміну, місцевих громад, приватного й громадського секторів та медіаспільноти. В Україні діють низові феміністични групи, як-от Феміністична Офензива, «Шалені кішки», працюють правозахисні медіа (Гендерний журнал Я (Крона), Гендер в деталях, Кампанія проти сексизму «Повага», права жінок захищають організації «Гармонія рівних», «Ла Страда Україна», «Асоціація жінок-юристок України Юрфем». Діє Музей жіночої та гендерної історії.
Мережевий флешмоб 2016-го року ЯНеБоюсьСказати про оприлюднення сексуального насильства проти українсок набув міжнародного розголосу, оголивши масштаби проблеми, котра в Україні замовчується.

## Антифеміністичні рухи
Гендерні стереотипи щодо місця та ролі жінки в суспільстві, стандартів «справжньої жіночності» переважно ведуть церква та праві рухи, апелюючи до традиційних українських цінностей.
Перше масштабне дослідження уявлень українських чоловіків, «Сучасне розуміння маскулінності: ставлення чоловіків до гендерних стереотипів та насильства щодо жінок», проведене Мінсоцполітики у 2018 році (опитано 1520 чоловіків всіх регіонів, крім АР Крим, від 18 до 59 років), виявило, що гендерні стереотипи значно поширені серед українських чоловіків. Так, повнолітні українці вважають хатню роботу жіночою справою, як і турботу про контрацепцію; чекають від жінки покори, лагідності та емоційного обслуговування; звинувачують жертву зґвалтування у насильстві, вважають прийнятним застосувати насильство проти жінки у випадку її подружньої зради.